# 里沃德布托讷
里沃德布托讷（法語：Rives-de-Boutonne，發音：[ʁiv də butɔn]）是法国滨海夏朗德省圣让当热利区的市镇，面积21.17平方千米，2022年1月1日人口为422人。其于2025年1月1日由市镇布托讷河畔尼阿耶和圣乔治-德隆格皮埃尔合并而成，行政中心位于布托讷河畔尼阿耶。
里沃德布托讷是一个新市镇，两个原市镇为该新市镇的委派市镇。

## 地名
“里沃德布托讷”（Rives-de-Boutonne）一名在法语中意为“布托訥河岸”。

## 地理
里沃德布托讷（46°0'49"N, 0°26'5"W）面积21.17平方千米，位于法国新阿基坦大区滨海夏朗德省，该省份为法国西部滨海省份，北起旺代省，西临大西洋，南至吉倫特省，东南接多爾多涅省，东北接德塞夫勒省接壤，东临夏朗德省。
与里沃德布托讷接壤的市镇（或旧市镇、城区）包括：欧奈、布托讷河畔布朗宰、布托讷河畔当皮埃尔、莱塞格利斯-达让特伊、帕耶、圣帕尔杜、圣皮埃尔德利勒。
里沃德布托讷的时区为UTC+01:00、UTC+02:00（夏令时）。

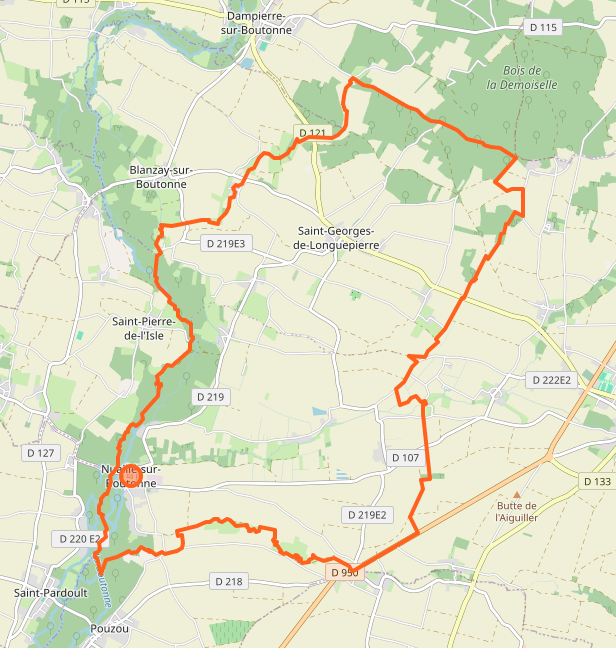
里沃德布托讷的OSM定位图

## 行政
里沃德布托讷的邮政编码为17470，INSEE市镇编码为17268。

## 政治
里沃德布托讷所属的省级选区为马塔县。

## 人口
里沃德布托讷于2022年1月1日时的人口数量为422人。